# خوزه فلیکس گالاستگی
خوزه فلیکس گالاستگی (انگلیسی: José Félix Gallastegi؛ زادهٔ ۷ ژوئیهٔ ۱۹۶۶) بازیکن فوتبال است.